# 変身ベルト
変身ベルト（へんしんベルト）は

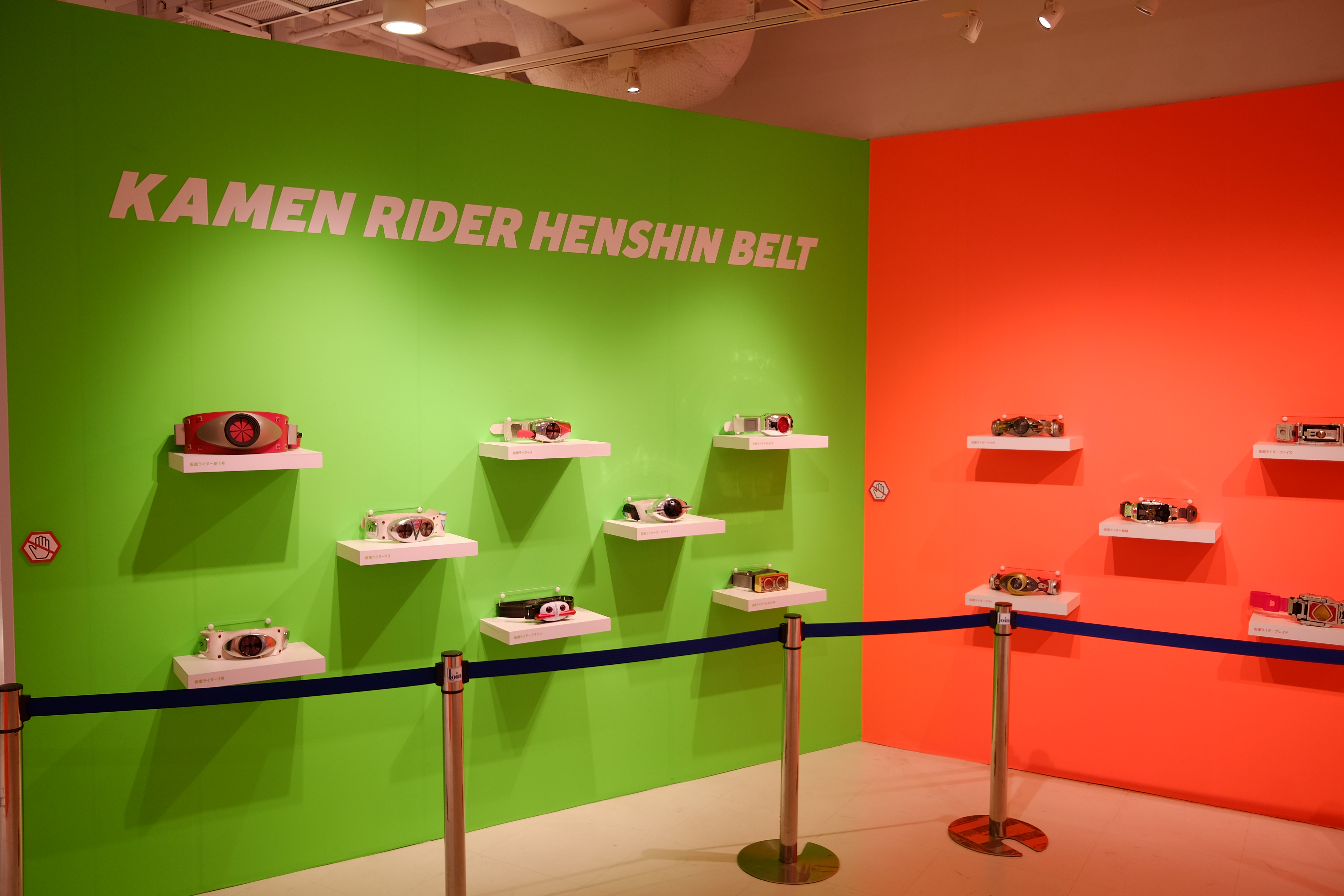
渋谷パルコで行われた「KAMEN RIDER 45th EXHIBITION SHOP “HENSHIN”」で展示された変身ベルトの玩具（2016年4月28日撮影）

1. 仮面ライダーシリーズなどの特撮作品に登場する、主人公および主要人物が仮面ライダーなどのヒーローに変身するためのベルト。そのプロップ。
2. 1.を模した、なりきり玩具の名称。

本項目では仮面ライダーシリーズを中心に2について記述する。

## 玩具

### 1970年代
変身ブームのきっかけとなった1971年の『仮面ライダー』の関連商品の一つとして、タカトクトイスから劇中のヒーロー・仮面ライダーが腰に巻いているベルトを模した玩具が発売された。だがタカトク製のベルトは、ギミックのない風車だけが取り付けられている物や、角度によって絵が変わるプレートがはめ込まれている物で、あまり話題にはならなかった。
当時ポピーの取締役を務めていた杉浦幸昌は、子供にタカトク製ベルトを買い与えたが、「テレビと違って光らないし回らないからダメだ」という反応が返ってきた。そこで杉浦が知人の試作屋に頼んでベルトの風車をモーターで回転するように改造してもらうと、杉浦の子は喜び、ベルトを友人に見せて回ったところ、その親たちから杉浦のもとに「そのベルトはどこに行けば買えるのか」という問い合わせの電話がかかってきた。
手ごたえを感じた杉浦幸昌は、東映に「光って回るベルト」の商品を1000円で販売したいと相談した。この価格は他社製品と競合しないように考慮されたものだったが、東映は当時の玩具としては相当な高額である1500円を主張した。設立間もないポピーにとっては賭けのような価格設定だったが、発売された「光る！回る！変身ベルト」は「テレビと同じ」というコンセプトが功を奏しヒット商品となった。パッケージに「このベルトはライダーに変身する時に使われている物と同じです」と記された。「光る！回る！変身ベルト」は1971年からの約2年で380万個を売り上げた。
以降も仮面ライダーシリーズのベルト玩具は、作品ごとの特徴に合わせてさまざまなギミックを取り入れながら、1975年の『仮面ライダーストロンガー』の「光る回る Sベルト 電光エレクトラー」まで続いた。
同時期放送の『超人バロム・1』、『人造人間キカイダー』、『イナズマン』、『イナズマンF』などの商品も発売されたが変身プロセスが違うために『仮面ライダー』シリーズとはギミックが異なる。とはいえ「光る！回る！変身ベルト」の影響力は大きく、テレビ本編では光りも回りもしない『人造人間キカイダー』のベルトまでがタカトク製玩具では光って回るようになっている。
仮面ライダーシリーズの終了後は『宇宙鉄人キョーダイン』、『ザ・カゲスター』、『忍者キャプター』のベルトが変身ベルトシリーズからの派生路線として発売された。

### 1980年代
変身ブーム終息後、ベルトを用いる変身ヒーロー作品は実質的に仮面ライダーシリーズだけとなった。そのライダーシリーズの展開も断続的になっており、変身ベルト玩具はテレビ放映にあわせて市場への登場と撤退を繰り返している。
1980年の『仮面ライダースーパー1』の「光る回る 電動変身ベルト」は事実上ポピーブランド最後の変身ベルトであり、以降のベルト玩具はバンダイブランドが中心となる。
1987年の『仮面ライダーBLACK』の「テレビパワーDX変身ベルト」は、テレビ本編の変身や必殺技発動シーンの映像に組み込まれた特殊な閃光（パカパカ）にセンサーが感応し、ベルトのランプや風車が作動するという、インタラクティブ・トイである。テレビと連動しなくてもスイッチでギミックを作動できるほか、テレビパワーに反応する他の玩具に光信号を送ることができる。しかしこのギミックは『BLACK』1作品のみで後には続かず、翌1988年の『仮面ライダーBLACK RX』の「アクションコントロール DX変身ベルト」では腕につけるブレスレット型アイテム「リストビット」を振ることで発する起動電波を受けて作動するという別のギミックが取り入れられている。

### 2000年代
平成仮面ライダーシリーズが開始すると、変身ベルト玩具もまた復活した。2000年の『仮面ライダークウガ』の「ソニックウェーブDX変身ベルト」は、ステレオ放送が一般的になったテレビ放送にあわせてスピーカーを2個搭載し、それ以前のサウンド玩具に比べてテレビ本編の音との連動がより親密になっている。さらにテレビ本編でのヒーローのパワーアップに合わせて、ベルトもまた中盤以降に発売された「ライジングパワーセット」との組み合わせによってギミックが強化。以後の商品展開の1年の流れを基本づけた。
2002年の『仮面ライダー龍騎』はキャラクターデザインが従来作から大きく変化し、ベルトは作品世界をより直截的に表現するようになった。別売りのカードを読み取って音声を発する主要玩具が「龍召機甲ドラグバイザー」になったため、「変身ベルト Vバックル」は発想を一新して劇中で使用する「アドベントカード」を収納するトレイ機能（カードデッキ）を持たされた。
2003年の『仮面ライダー555』のベルトは「変身ベルト DXファイズドライバー」をはじめとして、携帯電話玩具と組み合わせるギミックを搭載。売り上げ100万本という大ヒット商品となった。計算上では1人当たりベルトを2 - 3本購入したことになる。また、別売りの武器玩具を側面や後部に接続して装備状態を再現する方式も本格化した。
2005年の『仮面ライダー響鬼』の変身アイテムは「変身音叉 音角」であり、ベルト玩具「DX音撃棒セット」には太鼓遊びのギミックが組み込まれている。しかし太鼓は知名度が高くても子供の憧れの対象にはならず、売り上げは低迷。バンダイボーイズトイ事業部の高橋秀行は「主役ライダーでベルト以外の道具を変身アイテムにしたこともありますが、あまり良い結果ではなかった」と述べている。
2006年には仮面ライダー生誕35周年を記念して、大人向け変身ベルト玩具「コンプリートセレクションシリーズ（通称・コンセレ）」の第1弾「仮面ライダー新1号 変身ベルト」が発売された。価格は31500円で、子供向け玩具に比べるとサイズや造形を撮影プロップに近づけた本格的な仕様であり、普段は玩具を購入しない層も含めた大人のファンから高い評価を得た。
2008年の『仮面ライダーキバ』では、主人公の相棒モンスター「キバットバットIII世」を組み込んだ「変身ベルト&フエッスル DXキバットバット」が発売。初のキャラクターが付加されたベルトとなった。この頃がライダー玩具の転換期であり、『龍騎』のように他アイテムに逸れることなく、変身ベルトを主要玩具とする路線が明確になる。また、従来の「光」と「音」に加えて、キャラクターの「声」も玩具のギミックのテーマとされるようになった。

### 2010年代
ベルト本体にフォームチェンジや強化変身用のミニアイテムを装填することで、さまざまな音声や光が発動するギミックが定着する。ミニアイテムは収集欲を刺激することもあって、変身ベルト玩具は大きな人気を得ている。なおギミックは劇中のヒーローが使用するものとまったく同じであることを基本コンセプトとして開発されているが、主役ライダーのベルトをテレビ番組放映開始と同時に商品を売り出す都合上、音声の収録は番組の第1話撮影よりもかなり前に行われる。
2013年の『仮面ライダー鎧武/ガイム』の「戦極ドライバー」は、後発商品「ゲネシスドライバー」のパーツを組み合わせることでさらなるギミックが発動する。変身ベルト同士の合体は仮面ライダー史上初の試みである。
同じく2013年より上記「コンプリートセレクション」派生商品として、塗装や収録音声などをグレードアップしつつDX変身アイテムの金型を流用することで価格を抑えた「コンプリートセレクションモディフィケーション」（COMPLETE SELECTION MODIFICATION, CSM）が展開されプレミアムバンダイ受注商品として販売されるようになっている。
2014年の『仮面ライダードライブ』の2号ライダー・マッハと3号ライダー・チェイサーが共通して使用する変身ベルト「マッハドライバー炎」の玩具売り上げが好調だったことを踏まえ、翌2015年の『仮面ライダーゴースト』では、1号ライダー・ゴーストと2号ライダー・スペクターの変身ベルトを共通の物とした。この判断は大成功で、玩具「変身ベルト DXゴーストドライバー」は「日本おもちゃ大賞2016」にて「前年度ヒット・セールス賞」を受賞するに至った。また、ゴーストの強化形態である「グレイトフル魂」の登場にあたっては、キーアイテムでパワーアップするのではなく、専用のベルト「アイコンドライバーG」を用いる形式にした。こちらも商業的には大きな成果を達成したものの、関係者が「次の作品で同じことはできない」と語るように、かなり挑戦的な試みであった。
2016年の『仮面ライダーエグゼイド』の「変身ベルト DXゲーマドライバー」では、キャンペーン品として数量限定で「DXエグゼイドゴーストアイコン」が購入者に無料配布された。「エグゼイドゴーストアイコン」は前年販売された「ゴーストドライバー」との連動商品であり、『ゴースト』から『エグゼイド』へと消費者の購買を繋げた。以降2022年の『仮面ライダーギーツ』の「変身ベルト DXデザイアドライバー」まで、主役ライダーのベルト購入者への「前作ライダーをモチーフとした新シリーズの連動アイテム」もしくは「新ライダーをモチーフとした前シリーズの連動アイテム」の配布が恒例となった。